# Campionato mondiale di motocross 2007
Il Campionato mondiale di motocross del 2007 si è disputato su 15 prove svoltesi tra il 1º aprile e il 2 settembre.

## MX1
Il mondiale MX1 2007 è stato vinto dal belga Steve Ramon, già campione della MX2 nel 2004, su Suzuki RM-Z 450, che si è imposto sul connazionale Kevin Strijbos anch'esso su Suzuki, classificatosi secondo anche nel mondiale 2006.
I veri protagonisti del mondiale, come nella MX2, sono stati gli infortuni che hanno lasciato una pesantissima traccia sulle sorti finali del mondiale, mettendo totalmente fuorigioco il dominatore indiscusso della stagione fino a Faenza ossia il neozelandese Joshua Coppins e penalizzando anche Strijbos.
Chi ne è uscito involontariamente avvantaggiato è stato Ramon che, con una stagione non eccezionale ma con un'ottima regolarità (ha totalizzato sempre almeno 23 punti per GP), si è aggiudicato il titolo mondiale con sole 2 vittorie di manches durante l'anno su 30 disponibili.
Anche il titolo costruttori è andato alla casa di Hamamatsu che ha piazzato i suoi 2 migliori piloti nelle prime due posizioni.
Fino all'ultimo tuttavia il titolo è rimasto in bilico tra Hamamatsu (Suzuki) e Iwata (Yamaha), tanto che Yamaha, priva del suo pilota di punta Coppins messo fuori dai giochi da un infortunio, ha potuto contare per un GP su Antonio Cairoli, fresco campione della MX2 con la Yamaha, che è riuscito a racimolare 47 punti per il suo costruttore, comunque non sufficienti a mantenere la leadership.
Per la terza posizione è stata battaglia fino all'ultimo tra il francese Sébastien Pourcel (Kawasaki), Kevin Strijbos e l'italiano David Philippaerts (KTM), ma alla fine il piazzamento è andato all'infortunato Joshua Coppins, con Strijbos che all'ultima gara gli ha strappato anche la seconda piazza. Philippaerts ha conquistato il GP di Germania ed è salito sul podio in numerose circostanze, ma ha pagato qualche "stop" di troppo, causato da problemi sia tecnici che fisici, ed ha concluso solo al sesto posto, superato anche dal gigante belga Ken de Dycker (Honda).
Il mondiale 2007 ha visto per la prima volta la partecipazione di una moto bicilindrica, ossia la Aprilia MXV 4.5.
Nonostante l'impegno profuso nel tentativo di addolcire il bicilindrico nato per il motard e l'enduro e nel cercare di colmare il gap con le concorrenti, molto più leggere e soprattutto progettate appositamente per il cross, la stagione dei due piloti della casa di Noale non è stata delle migliori.
I due piloti, ossia l'italiano e 3 volte iridato Alessio Chiodi e il belga Cedric Melotte, si sono classificati rispettivamente 27° e 32°, racimolando un 7º posto nella classifica costruttori con 50 punti.
Il piazzamento migliore della Aprilia è stato un 12º posto di Melotte, proprio nell'ultimo GP dell'anno, in gara 2.
Nel tentativo di addolcire l'erogazione del bicilindrico, i tecnici Aprilia durante gli ultimi GP della stagione hanno sfoggiato un motore con schema di scoppi "big bang", curiosa scelta che sinora si era vista solo nelle 500 e nella MotoGP.
Assieme ad Aprilia, nel mondiale 2007 MX1 c'è stata un'altra new entry, la casa artigianale italiana WRM con la sua specialissima moto con telaio e forcellone in carbonio, affidata nel mondiale all'esperto Cristian Beggi.
L'italiano si è classificato 34º nel mondiale raccogliendo 15 punti disputando 8 gare su 15 e ottenendo un 15º posto come miglior risultato, piazzamento molto lusinghiero per una casa così giovane e soprattutto così piccola.
A completare il terzetto delle case italiane nel mondiale c'è TM, anch'essa una casa di dimensioni abbastanza piccole anche se con una grandissima esperienza nell'offroad.
TM ha affidato la sua MX-F 450 al belga Manuel Priem che si è classificato 13º, sfiorando il podio di manches e di GP in Portogallo, con un ottimo 15-18.
Nelle ultime gare della stagione la TM ha apportato un fondamentale miglioramento alla moto di Priem ossia il nuovo telaio perimetrale in alluminio che verrà montato da ottobre anche sulle moto di serie 2008.

### Calendario
| Prova | Data        | Gran Premio                       | Località            | Vincitore gara 1  | Vincitore gara 2   | Vincitore GP       |
| ----- | ----------- | --------------------------------- | ------------------- | ----------------- | ------------------ | ------------------ |
| 1     | 1º aprile   | Gran Premio del Benelux           | Valkenswaard        | Joshua Coppins    | Jonathan Barragan  | Joshua Coppins     |
| 2     | 15 aprile   | Gran Premio di Spagna             | Bellpuig            | Joshua Coppins    | Joshua Coppins     | Joshua Coppins     |
| 3     | 22 aprile   | Gran Premio del Portogallo        | Águeda              | Joshua Coppins    | Kevin Strijbos     | Joshua Coppins     |
| 4     | 6 maggio    | Gran Premio d'Italia              | Mantova             | Joshua Coppins    | Joshua Coppins     | Joshua Coppins     |
| 5     | 13 maggio   | Gran Premio di Germania           | Teutschenthal       | Joshua Coppins    | David Philippaerts | David Philippaerts |
| 6     | 27 maggio   | Gran Premio del Giappone          | Sugo                | Billy Mackenzie   | Mike Brown         | Billy Mackenzie    |
| 7     | 10 giugno   | Gran Premio di Francia            | Saint-Jean-d'Angély | Joshua Coppins    | Steve Ramon        | Joshua Coppins     |
| 8     | 17 giugno   | Gran Premio di Bulgaria           | Sevlievo            | Jonathan Barragan | Joshua Coppins     | Joshua Coppins     |
| 9     | 1º luglio   | Gran Premio di Svezia             | Uddevalla           | Ken De Dycker     | Steve Ramon        | Ken De Dycker      |
| 10    | 15 luglio   | Gran Premio Città di Faenza       | Faenza              | Sébastien Pourcel | Sébastien Pourcel  | Sébastien Pourcel  |
| 11    | 29 luglio   | Gran Premio della Repubblica Ceca | Loket               | Kevin Strijbos    | Kevin Strijbos     | Kevin Strijbos     |
| 12    | 5 agosto    | Gran Premio del Belgio            | Namur               | Sébastien Pourcel | David Philippaerts | Sébastien Pourcel  |
| 13    | 19 agosto   | Gran Premio dell'Irlanda del Nord | Moneyglass          | Ken De Dycker     | Kevin Strijbos     | Kevin Strijbos     |
| 14    | 26 agosto   | Gran Premio del Regno Unito       | Donington           | Kevin Strijbos    | Antonio Cairoli    | Antonio Cairoli    |
| 15    | 2 settembre | Gran Premio dei Paesi Bassi       | Lierop              | Kevin Strijbos    | Marc De Reuver     | Kevin Strijbos     |

### Piloti iscritti
|    | Pilota             | Costruttore | Moto     |
| -- | ------------------ | ----------- | -------- |
| 2  | Kevin Strijbos     | Suzuki      | RM-Z 450 |
| 6  | Joshua Coppins     | Yamaha      | YZ-F 450 |
| 11 | Steve Ramon        | Suzuki      | RM-Z 450 |
| 19 | David Philippaerts | KTM         | SX-F 450 |
| 90 | Sébastien Pourcel  | Kawasaki    | KX-F 450 |

### Classifica finale piloti
| Pos | Pilota            | Moto     | BEN 1 | BEN 2 | ESP 1 | ESP 2 | POR 1 | POR 2 | ITA 1 | ITA 2 | GER 1 | GER 2 | JPN 1 | JPN 2 | FRA 1 | FRA 2 | BUL 1 | BUL 2 | SWE 1 | SWE 2 | FAE 1 | FAE 2 | CZE 1 | CZE 2 | BEL 1 | BEL 2 | NIR 1 | NIR 2 | GBR 1 | GBR 2 | NED 1 | NED 2 | Punti |
| --- | ----------------- | -------- | ----- | ----- | ----- | ----- | ----- | ----- | ----- | ----- | ----- | ----- | ----- | ----- | ----- | ----- | ----- | ----- | ----- | ----- | ----- | ----- | ----- | ----- | ----- | ----- | ----- | ----- | ----- | ----- | ----- | ----- | ----- |
| 1   | Steve Ramon       | Suzuki   | 2     | 6     | 3     | 15    | 11    | 8     | 7     | 5     | 3     | 3     | 9     | 4     | 3     | 1     | 4     | 2     | 5     | 1     | 8     | 8     | 9     | 4     | 5     | 4     | 8     | 4     | 6     | 4     | 2     | 3     | 508   |
| 2   | Kevin Strijbos    | Suzuki   | 4     | 4     | 2     | 3     | 2     | 1     | 3     | 8     | 6     | 4     | 12    | 10    |       |       |       |       | 3     | 17    | 10    | 17    | 1     | 1     | 4     | 5     | 2     | 1     | 1     | 2     | 1     | 2     | 475   |
| 3   | Joshua Coppins    | Yamaha   | 1     | 2     | 1     | 1     | 1     | 2     | 1     | 1     | 1     | 6     | 3     | 3     | 1     | 2     | 2     | 1     | 4     | 6     | 2     | 2     |       |       |       |       |       |       | 14    |       |       |       | 452   |
| 4   | Sébastien Pourcel | Kawasaki | 13    |       | 11    | 4     | 10    | 3     | 4     | 4     | 16    | 2     | 7     | 11    | 4     | 9     | 3     | 4     | 8     |       | 1     | 1     | 6     | 2     | 1     | 6     | 5     | 2     | 7     | 8     | 9     |       | 439   |
| Pos | Pilota            | Moto     | BEN 1 | BEN 2 | ESP 1 | ESP 2 | POR 1 | POR 2 | ITA 1 | ITA 2 | GER 1 | GER 2 | JPN 1 | JPN 2 | FRA 1 | FRA 2 | BUL 1 | BUL 2 | SWE 1 | SWE 2 | FAE 1 | FAE 2 | CZE 1 | CZE 2 | BEL 1 | BEL 2 | NIR 1 | NIR 2 | GBR 1 | GBR 2 | NED 1 | NED 2 | Punti |

### Classifica finale costruttori
| Pos | Casa            | Paese    | BEN 1 | BEN 2 | ESP 1 | ESP 2 | POR 1 | POR 2 | ITA 1 | ITA 2 | GER 1 | GER 2 | JPN 1 | JPN 2 | FRA 1 | FRA 2 | BUL 1 | BUL 2 | SWE 1 | SWE 2 | FAE 1 | FAE 2 | CZE 1 | CZE 2 | BEL 1 | BEL 2 | NIR 1 | NIR 2 | GBR 1 | GBR 2 | NED 1 | NED 2 | Punti |
| --- | --------------- | -------- | ----- | ----- | ----- | ----- | ----- | ----- | ----- | ----- | ----- | ----- | ----- | ----- | ----- | ----- | ----- | ----- | ----- | ----- | ----- | ----- | ----- | ----- | ----- | ----- | ----- | ----- | ----- | ----- | ----- | ----- | ----- |
| 1   | Suzuki          | Giappone | 2     | 4     | 2     | 3     | 2     | 1     | 3     | 5     | 3     | 3     | 9     | 4     | 3     | 1     | 4     | 2     | 3     | 1     | 8     | 8     | 1     | 1     | 4     | 4     | 2     | 1     | 1     | 2     | 1     | 2     | 618   |
| 2   | Yamaha          | Giappone | 1     | 2     | 1     | 1     | 1     | 2     | 1     | 1     | 1     | 6     | 3     | 3     | 1     | 2     | 2     | 1     | 4     | 6     | 2     | 2     | 10    | 13    | 15    | 13    | 12    | 13    | 2     | 1     | 3     | 1     | 587   |
| 3   | Kawasaki        | Giappone | 9     | 14    | 9     | 4     | 4     | 3     | 2     | 4     | 13    | 2     | 1     | 2     | 4     | 3     | 3     | 4     | 2     | 4     | 1     | 1     | 5     | 2     | 1     | 2     | 5     | 2     | 5     | 5     | 5     | 5     | 557   |
| 4   | KTM             | Austria  | 5     | 1     | 4     | 2     | 3     | 5     | 9     | 10    | 5     | 1     | 2     | 6     | 2     | 5     | 1     | 3     | 6     | 3     | 5     | 5     | 2     | 3     | 7     | 1     | 3     | 3     | 10    | 7     | 7     | 9     | 540   |
| 5   | Honda           | Giappone | 3     | 7     | 6     | 9     | 5     | 7     | 5     | 2     | 4     | 5     | 5     | 1     | 7     | 7     | 6     | 6     | 1     | 2     | 3     | 4     | 3     | 7     | 2     | 3     | 1     | 6     | 3     | 3     | 4     | 4     | 539   |
| 6   | TM Racing       | Italia   | 18    | 5     |       | 12    | 6     | 4     | 12    |       | 10    |       | 11    | 9     | 12    | 8     |       |       | 17    | 11    | 13    | 13    |       | 12    | 18    | 14    |       |       |       |       | 6     | 6     | 204   |
| 7   | Aprilia         | Italia   |       |       | 19    |       |       |       |       |       |       |       |       |       | 19    |       |       | 18    |       | 20    | 20    |       | 17    | 16    | 14    | 15    |       | 17    |       | 18    | 18    | 12    | 50    |
| 8   | WRM Motorcycles | Italia   |       | 20    |       | 20    |       |       | 17    | 18    |       |       |       |       |       |       |       |       |       |       | 15    |       |       |       |       |       |       |       |       |       |       |       | 15    |
| Pos | Casa            | Paese    | BEN 1 | BEN 2 | ESP 1 | ESP 2 | POR 1 | POR 2 | ITA 1 | ITA 2 | GER 1 | GER 2 | JPN 1 | JPN 2 | FRA 1 | FRA 2 | BUL 1 | BUL 2 | SWE 1 | SWE 2 | FAE 1 | FAE 2 | CZE 1 | CZE 2 | BEL 1 | BEL 2 | NIR 1 | NIR 2 | GBR 1 | GBR 2 | NED 1 | NED 2 | Punti |

## MX2
Il Mondiale MX2 del 2007 ha visto il dominio pressoché totale del pilota siciliano della Yamaha Team De Carli Antonio Cairoli che ha mantenuto la tabella portanumero rossa di leader del mondiale sin dalla prima gara, non lasciandola mai.
La certezza matematica del titolo per il pilota di Patti è arrivata nel 13º gran premio della stagione, ossia quello in Irlanda del Nord a Moneyglass dove ha messo le mani sul suo secondo titolo mondiale con un eloquente 25-25.
Il suo primo inseguitore, ossia il campione del mondo 2006 Christophe Pourcel è stato messo fuori dai giochi da un brutto incidente occorso durante il warm up a Moneyglass, infortunandosi gravemente al bacino e alla spalla sinistra, lasciando così strada libera non solo a Cairoli ma anche all'astro nascente della KTM Tommy Searle, protagonista di un ottimo finale di stagione.
Con il titolo mondiale già in tasca, Cairoli si è permesso il lusso di disputare il 14º gran premio della stagione, ossia quello di Gran Bretagna nella MX1 con una 450cc.
Sorprendendo tutti ha vinto una manche e si è assicurato anche la vittoria del GP alla sua prima apparizione nella classe regina, dando così un aiuto importante a Yamaha per la classifica del titolo costruttori, e accumulando importante esperienza in vista di un eventuale passaggio nella MX1.

### Calendario
| Prova | Data        | Gran Premio                       | Località            | Vincitore gara 1   | Vincitore gara 2   | Vincitore GP       |
| ----- | ----------- | --------------------------------- | ------------------- | ------------------ | ------------------ | ------------------ |
| 1     | 1º aprile   | Gran Premio del Benelux           | Valkenswaard        | Antonio Cairoli    | Antonio Cairoli    | Antonio Cairoli    |
| 2     | 15 aprile   | Gran Premio di Spagna             | Bellpuig            | Christophe Pourcel | Antonio Cairoli    | Antonio Cairoli    |
| 3     | 22 aprile   | Gran Premio del Portogallo        | Águeda              | Antonio Cairoli    | Antonio Cairoli    | Antonio Cairoli    |
| 4     | 6 maggio    | Gran Premio d'Italia              | Mantova             | Antonio Cairoli    | Antonio Cairoli    | Antonio Cairoli    |
| 5     | 13 maggio   | Gran Premio di Germania           | Teutschenthal       | Antonio Cairoli    | Antonio Cairoli    | Antonio Cairoli    |
| 6     | 27 maggio   | Gran Premio del Giappone          | Sugo                | Christophe Pourcel | Antonio Cairoli    | Christophe Pourcel |
| 7     | 10 giugno   | Gran Premio di Francia            | Saint-Jean-d'Angély | Antonio Cairoli    | Antonio Cairoli    | Antonio Cairoli    |
| 8     | 17 giugno   | Gran Premio di Bulgaria           | Sevlievo            | Antonio Cairoli    | Antonio Cairoli    | Antonio Cairoli    |
| 9     | 1º luglio   | Gran Premio di Svezia             | Uddevalla           | Tommy Searle       | Antonio Cairoli    | Antonio Cairoli    |
| 10    | 15 luglio   | Gran Premio Città di Faenza       | Faenza              | Antonio Cairoli    | Christophe Pourcel | Christophe Pourcel |
| 11    | 29 luglio   | Gran Premio della Repubblica Ceca | Loket               | Antonio Cairoli    | Nicolas Aubin      | Antonio Cairoli    |
| 12    | 5 agosto    | Gran Premio del Belgio            | Namur               | Tommy Searle       | Christophe Pourcel | Davide Guarnieri   |
| 13    | 19 agosto   | Gran Premio dell'Irlanda del Nord | Moneyglass          | Antonio Cairoli    | Antonio Cairoli    | Antonio Cairoli    |
| 14    | 26 agosto   | Gran Premio del Regno Unito       | Donington           | Nicolas Aubin      | Tommy Searle       | Tommy Searle       |
| 15    | 2 settembre | Gran Premio dei Paesi Bassi       | Lierop              | Antonio Cairoli    | Antonio Cairoli    | Antonio Cairoli    |

### Piloti iscritti
|     | Pilota             | Costruttore | Moto     |
| --- | ------------------ | ----------- | -------- |
| 16  | Tyla Rattray       | KTM         | SX-F 250 |
| 101 | Tommy Searle       | KTM         | SX-F 250 |
| 131 | Nicolas Aubin      | Yamaha      | YZ-F 250 |
| 222 | Antonio Cairoli    | Yamaha      | YZ-F 250 |
| 377 | Christophe Pourcel | Kawasaki    | KX-F 250 |

### Classifica finale piloti
| Pos | Pilota             | Moto     | BEN 1 | BEN 2 | ESP 1 | ESP 2 | POR 1 | POR 2 | ITA 1 | ITA 2 | GER 1 | GER 2 | JPN 1 | JPN 2 | FRA 1 | FRA 2 | BUL 1 | BUL 2 | SWE 1 | SWE 2 | FAE 1 | FAE 2 | CZE 1 | CZE 2 | BEL 1 | BEL 2 | NIR 1 | NIR 2 | GBR 1 | GBR 2 | NED 1 | NED 2 | Punti |
| --- | ------------------ | -------- | ----- | ----- | ----- | ----- | ----- | ----- | ----- | ----- | ----- | ----- | ----- | ----- | ----- | ----- | ----- | ----- | ----- | ----- | ----- | ----- | ----- | ----- | ----- | ----- | ----- | ----- | ----- | ----- | ----- | ----- | ----- |
| 1   | Antonio Cairoli    | Yamaha   | 1     | 1     | 2     | 1     | 1     | 1     | 1     | 1     | 1     | 1     | 3     | 1     | 1     | 1     | 1     | 1     | 2     | 1     | 1     | 2     | 1     | 2     | 16    | 2     | 1     | 1     |       |       | 1     | 1     | 660   |
| 2   | Tommy Searle       | KTM      | 10    |       | 6     | 4     | 3     | 6     | 3     | 4     | 15    | 7     | 4     | 3     | 5     | 6     | 2     | 5     | 1     | 5     | 11    | 5     | 3     | 3     | 1     | 10    | 2     | 2     | 2     | 1     |       |       | 478   |
| 3   | Christophe Pourcel | Kawasaki | 7     | 3     | 1     | 2     | 2     |       | 4     | 5     | 2     | 2     | 1     | 2     | 2     | 2     | 6     | 2     | 15    | 2     | 2     | 1     | 4     | 12    |       | 1     |       |       |       |       |       |       | 436   |
| 4   | Tyla Rattray       | KTM      | 2     | 2     | 4     | 3     | 5     |       | 2     | 2     | 4     | 3     | 2     | 4     | 3     | 3     | 3     | 3     |       | 3     | 3     | 3     | 8     |       |       |       |       |       |       |       |       |       | 371   |
| 5   | Nicolas Aubin      | Yamaha   | 6     | 8     |       | 5     | 18    | 2     | 11    | 6     | 9     | 6     | 13    | 16    | 6     | 5     | 10    | 9     | 20    | 13    | 4     |       | 2     | 1     | 11    |       | 5     |       | 1     | 5     |       |       | 329   |
| Pos | Pilota             | Moto     | BEN 1 | BEN 2 | ESP 1 | ESP 2 | POR 1 | POR 2 | ITA 1 | ITA 2 | GER 1 | GER 2 | JPN 1 | JPN 2 | FRA 1 | FRA 2 | BUL 1 | BUL 2 | SWE 1 | SWE 2 | FAE 1 | FAE 2 | CZE 1 | CZE 2 | BEL 1 | BEL 2 | NIR 1 | NIR 2 | GBR 1 | GBR 2 | NED 1 | NED 2 | Punti |

### Classifica finale costruttori
| Pos | Casa     | Paese    | BEN 1 | BEN 2 | ESP 1 | ESP 2 | POR 1 | POR 2 | ITA 1 | ITA 2 | GER 1 | GER 2 | JPN 1 | JPN 2 | FRA 1 | FRA 2 | BUL 1 | BUL 2 | SWE 1 | SWE 2 | FAE 1 | FAE 2 | CZE 1 | CZE 2 | BEL 1 | BEL 2 | NIR 1 | NIR 2 | GBR 1 | GBR 2 | NED 1 | NED 2 | Punti |
| --- | -------- | -------- | ----- | ----- | ----- | ----- | ----- | ----- | ----- | ----- | ----- | ----- | ----- | ----- | ----- | ----- | ----- | ----- | ----- | ----- | ----- | ----- | ----- | ----- | ----- | ----- | ----- | ----- | ----- | ----- | ----- | ----- | ----- |
| 1   | Yamaha   | Giappone | 1     | 1     | 2     | 1     | 1     | 1     | 1     | 1     | 1     | 1     | 3     | 1     | 1     | 1     | 1     | 1     | 2     | 1     | 1     | 2     | 1     | 1     | 4     | 2     | 1     | 1     | 1     | 3     | 1     | 1     | 721   |
| 2   | KTM      | Austria  | 2     | 2     | 4     | 3     | 3     | 6     | 2     | 2     | 4     | 3     | 2     | 3     | 3     | 3     | 2     | 3     | 1     | 3     | 3     | 3     | 3     | 3     | 1     | 4     | 2     | 2     | 2     | 1     | 4     | 3     | 620   |
| 3   | Kawasaki | Giappone | 3     | 3     | 1     | 2     | 2     | 4     | 4     | 3     | 2     | 2     | 1     | 2     | 2     | 2     | 6     | 2     | 9     | 2     | 2     | 1     | 4     | 5     | 15    | 1     |       | 6     | 4     | 14    | 2     | 4     | 563   |
| 4   | Honda    | Giappone | 9     | 11    | 5     | 6     | 7     | 3     | 7     | 7     | 6     | 4     | 6     | 6     | 4     | 4     | 4     | 4     | 4     | 8     | 5     | 4     | 5     | 6     | 6     | 5     | 4     | 19    | 6     | 9     | 5     |       | 440   |
| 5   | Suzuki   | Giappone | 5     | 4     | 3     | 19    | 20    |       | 8     | 9     | 17    | 19    | 8     | 10    | 7     | 18    | 9     | 14    | 14    | 11    | 9     | 17    |       | 14    | 14    | 16    | 14    | 8     | 12    | 8     | 14    | 2     | 271   |
| Pos | Casa     | Paese    | BEN 1 | BEN 2 | ESP 1 | ESP 2 | POR 1 | POR 2 | ITA 1 | ITA 2 | GER 1 | GER 2 | JPN 1 | JPN 2 | FRA 1 | FRA 2 | BUL 1 | BUL 2 | SWE 1 | SWE 2 | FAE 1 | FAE 2 | CZE 1 | CZE 2 | BEL 1 | BEL 2 | NIR 1 | NIR 2 | GBR 1 | GBR 2 | NED 1 | NED 2 | Punti |

## MX3

### Calendario
| Prova | Data        | Gran Premio                 | Località             | Vincitore gara 1 | Vincitore gara 2 | Vincitore GP     |
| ----- | ----------- | --------------------------- | -------------------- | ---------------- | ---------------- | ---------------- |
| 1     | 1º aprile   | Gran Premio di Francia      | Castelnau-de-Lévis   | Mickaël Pichon   | Mickaël Pichon   | Mickaël Pichon   |
| 2     | 15 aprile   | Gran Premio d'Italia        | Cingoli              | Benjamin Coisy   | Benjamin Coisy   | Benjamin Coisy   |
| 3     | 22 aprile   | Gran Premio di Spagna       | Talavera de la Reina | Sven Breugelmans | Sven Breugelmans | Sven Breugelmans |
| 4     | 20 maggio   | Gran Premio di Svezia       | Tomelilla            | Benjamin Coisy   | Yves Demaria     | Sven Breugelmans |
| 5     | 27 maggio   | Gran Premio di Francia      | Brou                 | Pierre Renet     | Yves Demaria     | Yves Demaria     |
| 6     | 10 giugno   | Gran Premio di Spagna       | Alhama de Murcia     | Alvaro Lozano    | Benjamin Coisy   | Yves Demaria     |
| 7     | 1º luglio   | Gran Premio dei Paesi Bassi | Markelo              | Sven Breugelmans | Sven Breugelmans | Sven Breugelmans |
| 8     | 8 luglio    | Gran Premio di Croazia      | Mladina              | Yves Demaria     | Yves Demaria     | Yves Demaria     |
| 9     | 22 luglio   | Gran Premio di Slovacchia   | Sverepec             | Martin Zerava    | Martin Zerava    | Martin Zerava    |
| 10    | 29 luglio   | Gran Premio di Bulgaria     | Samokov              | Martin Zerava    | Yves Demaria     | Yves Demaria     |
| 11    | 12 agosto   | Gran Premio di Slovenia     | Orehova Vas          | Sven Breugelmans | Sven Breugelmans | Sven Breugelmans |
| 12    | 26 agosto   | Gran Premio di Danimarca    | Randers              | Yves Demaria     | Yves Demaria     | Yves Demaria     |
| 13    | 2 settembre | Gran Premio di Svizzera     | Roggenburg           | Yves Demaria     | Yves Demaria     | Yves Demaria     |
| 14    | 9 settembre | Gran Premio d'Italia        | Faenza               | Manuel Monni     | Manuel Monni     | Manuel Monni     |

### Classifiche finali

#### Piloti
| Pos. | Pilota                  | Moto   | Punti |
| ---- | ----------------------- | ------ | ----- |
| 1    | Yves Demaria            | Yamaha | 563   |
| 2    | Sven Breugelmans        | KTM    | 526   |
| 3    | Jussi-Pekka Vehvilainen | Honda  | 375   |
| 4    | Jonas Salaets           | Suzuki | 374   |
| 5    | Álvaro Lozano           | KTM    | 368   |
| 6    | Martin Žerava           | Honda  | 341   |
| 7    | Saso Kragelj            | Yamaha | 335   |
| 8    | Christophe Martin       | KTM    | 260   |
| 9    | Nicolai Hansen          | Yamaha | 239   |
| 10   | Jan Van Hastenberg      | Honda  | 205   |

#### Costruttori
| Pos. | Costruttore | Punti |
| ---- | ----------- | ----- |
| 1    | KTM         | 598   |
| 2    | Yamaha      | 587   |
| 3    | Honda       | 531   |
| 4    | Suzuki      | 414   |
| 5    | Kawasaki    | 162   |
| 6    | Husqvarna   | 6     |